# Kevin Strootman
Kevin Strootman  (sinh ngày 13 tháng 2 năm 1990) là một cầu thủ bóng đá chuyên nghiệp người Hà Lan hiện đang chơi ở vị trí tiền vệ trung tâm cho câu lạc bộ Ý Cagliari dưới dạng cho mượn từ Marseille và là thành viên của Đội tuyển bóng đá quốc gia Hà Lan.

## Sự nghiệp câu lạc bộ

### Sparta Rotterdam
Strootman sinh ra ở Ridderkerk, anh bắt đầu sự nghiệp của mình với câu lạc bộ Sparta Rotterdam, có trận đấu chính thức đầu tiên vào mùa giải 2007-08. Anh ký hợp đồng mới với câu lạc bộ vào tháng 11 năm 2008. Sau khi đội bị xuống hạng ở mùa 2009–10, anh chơi cho Sparta ở giải hạng nhất.

### Utrecht
Tháng một, kì chuyển nhượng mùa đông của năm 2011, Strootman ký hợp đồng với câu lạc bộ FC Utrecht. Anh chơi cho Utrecht trong nửa cuối mùa giải 2010–11, trước khi chính thức chuyển tới PSV vào tháng 6 năm 2011.

### PSV
Strootman ký vào bản hợp đồng 5 năm tới PSV cùng với Dries Mertens.. Strootman có trận ra mắt PSV trong chiến thắng 3-1 trên sân nhà trước AZ. Anh đã tổng cộng có 88 lần ra sân cho câu lạc bộ Eindhoven.

### Roma
Ngày 19 tháng 6 năm 2013, PSV và Roma đạt được thỏa thuận cho Strootman chuyển tới Serie A với mức phí 16 triệu €, có thể lên tới 19.5 triệu € tùy vào thành tích thi đấu của anh. Ở đây anh sẽ mặc áo số 6, bản hợp đồng có thời hạn 5 năm. Sau khi chuyển tới Roma, Strootman chia sẻ với Gazzetta dello Sport, "Tôi thực sự hạnh phúc vì cuối cùng đã có mặt tại đây. Cuộc đàm phán diễn ra hơi lâu. Nhưng cuối cùng, tôi đã là một cầu thủ Roma. Đây là một câu lạc bộ hàng đầu, tôi gia nhập Roma vì tôi biết chúng tôi sẽ chiến thắng ngay lập tức."  Trong trận giao hữu với Các ngôi sao giải nhà nghề Mỹ, Strootman ghi một bàn ở phút thứ năm và có một đường kiến tạo giúp Roma thắng 3–1 ở Sporting Park, Kansas City, Kansas.

### Marseille
Vào ngày 28 tháng 8 năm 2018, Olympique Marseille đã đồng ý với A.S. Roma với khoản phí chuyển nhượng 25 triệu euro (cộng thêm 3 triệu euro tiền thưởng) để ký hợp đồng 5 năm với Strootman. Roma đã gửi một lời cảm ơn và xác nhận chuyển nhượng trên trang web của họ. Strootman đã đề cập đến lịch sử của Marseille, tham vọng cũng như mối quan hệ thân thiết của anh với huấn luyện viên Rudi Garcia là những yếu tố thúc đẩy anh gia nhập câu lạc bộ.
Ngày 10 tháng 1 năm 2020, Strootman đã ghi một bàn thắng vào lưới Rennes vào phút thứ 84 sau khi vào sân thay người.

## Sự nghiệp đội tuyển quốc gia
Strootman có trận đấu quốc tế đầu tiên cho Hà Lan đấu với Úc vào năm 2011, và anh cũng xuất hiện trong những trận đấu vòng loại World Cup.

## Phong cách chơi bóng
Strootman là một tiền vệ có sức mạnh, kiểm soát bóng tốt. Anh có sức mạnh, óc chiến thuật. Anh thường được sử dụng như một tiền vệ trung tâm, hoặc một Tiền vệ toàn diện hay một tiền vệ kiến tạo. Mọi người ca ngợi anh là Roy Keane người Hà Lan.

## Thống kê sự nghiệp

### Câu lạc bộ
| Câu lạc bộ     | Câu lạc bộ       | Câu lạc bộ     | Giải       | Giải       | Cúp             | Cúp             | Cúp Liên đoàn | Cúp Liên đoàn | Khác | Khác | Tổng | Tổng |
| Mùa            | CLB              | Giải NH        | Trận       | Bàn        | Trận            | Bàn             | Trận          | Bàn           | Trận | Bàn  | Trận | Bàn  |
| Hà Lan         | Hà Lan           | Hà Lan         | Eredivisie | Eredivisie | KNVB Cup        | KNVB Cup        | Châu Âu       | Châu Âu       | Khác | Khác | Tổng | Tổng |
| -------------- | ---------------- | -------------- | ---------- | ---------- | --------------- | --------------- | ------------- | ------------- | ---- | ---- | ---- | ---- |
| 2007–08        | Sparta Rotterdam | Eredivisie     | 3          | 0          | 0               | 0               | –             | –             | –    | –    | 3    | 0    |
| 2008–09        | Sparta Rotterdam | Eredivisie     | 25         | 2          | 3               | 1               | –             | –             | –    | –    | 28   | 3    |
| 2009–10        | Sparta Rotterdam | Eredivisie     | 28         | 2          | 3               | 3               | –             | –             | 4    | 0    | 35   | 5    |
| 2010–11        | Sparta Rotterdam | Eerste Divisie | 16         | 4          | 1               | 0               | –             | –             | –    | –    | 17   | 4    |
| 2010–11        | FC Utrecht       | Eredivisie     | 14         | 2          | 2               | 0               | 0             | 0             | –    | –    | 16   | 2    |
| 2011–12        | PSV              | Eredivisie     | 30         | 2          | 5               | 1               | 11            | 3             | –    | –    | 46   | 6    |
| 2012–13        | PSV              | Eredivisie     | 32         | 6          | 5               | 1               | 4             | 1             | 1    | 0    | 42   | 8    |
| Ý              | Ý                | Ý              | Serie A    | Serie A    | Coppa Italia    | Coppa Italia    | Châu Âu       | Châu Âu       | Khác | Khác | Tổng | Tổng |
| 2013–14        | Roma             | Serie A        | 25         | 5          | 4               | 1               | —             | —             | —    | —    | 29   | 6    |
| 2014–15        | Roma             | Serie A        | 6          | 0          | 0               | 0               | 7             | 0             | 0    | 0    | 13   | 0    |
| 2015–16        | Roma             | Serie A        | 5          | 0          | 0               | 0               | 0             | 0             | 0    | 0    | 5    | 0    |
| 2016–17        | Roma             | Serie A        | 33         | 4          | 3               | 0               | 9             | 2             | 0    | 0    | 45   | 6    |
| 2017–18        | Roma             | Serie A        | 27         | 1          | 1               | 0               | 10            | 0             | 0    | 0    | 38   | 1    |
| 2018–19        | Roma             | Serie A        | 1          | 0          | 0               | 0               | 0             | 0             | 0    | 0    | 1    | 0    |
| Pháp           | Pháp             | Pháp           | Ligue 1    | Ligue 1    | Coupe de France | Coupe de France | Châu Âu       | Châu Âu       | Khác | Khác | Tổng | Tổng |
| 2018–19        | Marseille        | Ligue 1        | 28         | 1          | 1               | 0               | 5             | 0             | —    | —    | 34   | 1    |
| 2019–20        | Marseille        | Ligue 1        | 25         | 2          | 4               | 0               | —             | —             | 1    | 0    | 30   | 2    |
| Tổng           | Hà Lan           | Hà Lan         | 148        | 18         | 19              | 6               | 15            | 4             | 5    | 0    | 187  | 28   |
| Tổng           | Ý                | Ý              | 102        | 10         | 8               | 1               | 27            | 2             | 0    | 0    | 137  | 13   |
| Tổng           | Pháp             | Pháp           | 53         | 3          | 5               | 0               | 5             | 0             | 1    | 0    | 64   | 3    |
| Tổng sự nghiệp | Tổng sự nghiệp   | Tổng sự nghiệp | 303        | 31         | 32              | 7               | 47            | 6             | 6    | 0    | 388  | 44   |

Thống kê chính xác tới ngày 6 tháng 3 năm 2020.

### Đội tuyển quốc gia
| Đội tuyển Hà Lan | Đội tuyển Hà Lan | Đội tuyển Hà Lan |
| Năm              | Trận             | Bàn              |
| ---------------- | ---------------- | ---------------- |
| 2011             | 10               | 1                |
| 2012             | 5                | 0                |
| 2013             | 9                | 2                |
| 2014             | 1                | 0                |
| 2016             | 7                | 0                |
| 2017             | 7                | 0                |
| 2018             | 4                | 0                |
| 2019             | 3                | 0                |
| Tổng             | 46               | 3                |

Thống kê chính xác tới ngày 19 tháng 11 năm 2019.

### Bàn thắng cho đội tuyển quốc gia
Bàn thắng và kết quả của Hà Lan được để trước.
| #  | Ngày                 | Địa điểm                                          | Đối thủ    | Bàn thắng | Kết quả | Giải đấu                 |
| -- | -------------------- | ------------------------------------------------- | ---------- | --------- | ------- | ------------------------ |
| 1  | 6 tháng 9 năm 2011   | Sân vận động Olympic Helsinki, Helsinki, Phần Lan | Phần Lan   | 1–0       | 2–0     | Vòng loại Euro 2012      |
| 2. | 14 tháng 8 năm 2013  | Sân vận động Algarve, Faro, Bồ Đào Nha            | Bồ Đào Nha | 1–0       | 1–1     | Giao hữu                 |
| 3. | 11 tháng 10 năm 2013 | Amsterdam ArenA, Amsterdam, Hà Lan                | Hungary    | 2–0       | 8–1     | Vòng loại World Cup 2014 |